# Skin popping
Skin popping (în română: „apariția pielii”) este o cale de administrare a drogurilor de stradă în cazul în care acestea sunt injectate sau depozitate sub piele. Este de obicei o injectare, fie subcutanată fie intradermal, și nu o injecție intramusculară. După depunere, medicamentul se difuzează apoi încet din depozit în rețeua capilară, unde intră în circulația sanguină. Skin popping-ul este diferit de injecția intravenoasă, pentru că aceasta din urmă depozitează droguri direct în fluxul sanguin printr-o venă. Opioidele eliberate pe bază de prescripție medicală cu potență mai mare, cum ar fi morfină, fentanil sau meperidină pot fi injectate subcutanat, la fel și cocaina. Skin popping-ul crește durata de absorție a drogurilor, cum ar fi cocaina. Locurile în care s-a efectuat skin popping-ul cu cocaină au o zonă de paloare centrală înconjurată de vânătăi (echimoze). Acest model se datorează proprietăților vasoconstrictive ale cocainei care acționează local la locul injectării cu hemoragie care apare în țesutul înconjurător. Skin popping prezintă riscuri pentru că dezvoltă amiloidozele secundare  asociate. Tetanosul a fost, de asemenea, asociat cu skin popping-ul, la fel și botulismul.